# Онушко Володимир Володимирович
Володимир Володимирович Онушко (1995—2022) — старший лейтенант збройних сил України, учасник російсько-української війни.

## Життєпис
Народився 1 жовтня 1995 року в місті Овруч, пізніше переїхав разом з сім'єю до селища  Новогуйвинське. Там закінчив місцеву школу та вступив до Національної академії сухопутних військ. 
Службу в збройних силах почав у 2013 році. 
Загинув 25 березня 2022 року поблизу села Тихоцьке Харківської області.

## Нагороди
- Орден Богдана Хмельницького II ступеня (14 січня 2025, посмертно) — за особисту мужність, виявлену у захисті державного суверенітету та територіальної цілісності України, самовіддане виконання військового обов'язку[2].
- Орден Богдана Хмельницького III ступеня (7 травня 2022, посмертно) — за особисту мужність і самовіддані дії, виявлені у захисті державного суверенітету та територіальної цілісності України, вірність військовій присязі[3].
- Нагрудний знак «За досягнення у військовій службі» II ступеня [4]